# Manoir de la Guyondaie
Le manoir de la Guyondaie est un édifice situé à Caro en France.

## Localisation
Le manoir est situé sur le territoire de la commune de Caro, au lieu-dit la Guyondaie, dans le département du Morbihan en région Bretagne.

## Description
Le manoir date du XVIIIe siècle. Édifice à un étage carré, élévation à travées, construit en moellons de schiste. Toiture à  longs pans recouverte d'ardoises, croupe, noue.

## Historique
Le manoir date du XVIIIe siècle, il est remanié au XXe siècle, inscrit à l'inventaire général du patrimoine culturel en 1986.